# TNPL Pugalur
TNPL Pugalur (ook wel Kagithapuram genoemd) is een panchayatdorp in het district Karur van de Indiase staat Tamil Nadu. De plaats is vernoemd naar het daar gevestigde papierbedrijf Tamil Nadu Newsprint and Papers Limited (TNPL).

## Demografie
Volgens de Indiase volkstelling van 2001 wonen er 5.880 mensen in TNPL Pugalur, waarvan 51% mannelijk en 49% vrouwelijk is. De plaats heeft een alfabetiseringsgraad van 72%. 